# لوتشيانو ثيلر
لوتشيانو ثيلر (بالإسبانية: Luciano Theiler)‏ هو لاعب كرة قدم أرجنتيني في مركز الدفاع، ولد في 1 يونيو 1981 في الأرجنتين. لعب مع Talleres de Perico ‏.